# Heterhelus solani
Heterhelus solani is een keversoort uit de familie bastaardglanskevers (Kateretidae). De wetenschappelijke naam van de soort werd in 1841 gepubliceerd door Oswald Heer.